# Liste des cités du Portugal
Cette page liste les villes du Portugal avec leur date d’entrée dans le rang des cités et leurs armoiries (figures et blasonnements). 
- Haut – A
- B
- C
- D
- E
- F
- G
- H
- I
- J
- K
- L
- M
- N
- O
- P
- Q
- R
- S
- T
- U
- V
- W
- X
- Y
- Z

## A
| Blason | Cité                | Depuis            | Blasonnement |
|        | Abrantes            | 14 juin 1916      | D'azur à l'étoile à huit ras d'argent accompagnée de quatre fleurs de lys d'or, une en chef, une à dextre, une à senestre, une en pointe, et de quatre corneilles de sable, un contourné en chef à dextre, un en chef à senestre, un contourné en pointe à dextre, un en pointe à senestre.                                        |
|        | Agualva-Cacém       | 12 juillet 2001   | |
|        | Águeda              | 14 août 1985      | |
|        | Albufeira           | 23 août 1986      | |
|        | Alcácer do Sal      | 12 juillet 1997   | |
|        | Alcobaça            | 30 août 1995      | De gueules, au chef d'azur chargé de trois fleurs de lys d'or, et à la tour crénelée d'or et ouverte d'une porte et de quatre fenêtres de sable, posée sur une mer d'argent mouvant de la pointe à deux faces ondées d'azur, la tour accompagnée à dextre et à senestre de deux croissants d'or les pointes tournées vers le chef. |
|        | Almada              | 16 juin 1973      | |
|        | Almeirim            | 16 août 1991      | |
|        | Alverca do Ribatejo | 9 août 1990       | D'argent à deux bandes ondées d'azur accompagnées en chef et en pointe de deux croissants de gueules les pointes tournées vers le chef. |
|        | Amadora             | 17 septembre 1979 | |
|        | Amarante            | 14 août 1985      | |
|        | Amora               | 2 juillet 1993    | |
|        | Anadia              | 9 décembre 2004   | De sable au pied de vigne arraché d'argent portant deux grappes de pourpre, l'une à dextre et l'autre à senestre, et quatre feuilles de sinople alignées en chef. |
|        | Angra do Heroísmo   | 21 août 1534      | |
|        | Aveiro              | 11 avril 1759     | |

## B
| Blason | Ville    | Depuis                     |
|        | Barcelos | 6 septembre 1928           |
|        | Barreiro | 28 juin 1984               |
|        | Beja     | 10 avril 1521              |
|        | Braga    | antérieur à l'indépendance |
|        | Bragance | 20 février 1464            |

## C
| Blason | Ville             | Depuis                     |
|        | Caldas da Rainha  | 26 août 1927               |
|        | Câmara de Lobos   | 2 août 1996                |
|        | Caniço            | 9 juin 2005                |
|        | Cantanhede        | 16 août 1991               |
|        | Cartaxo           | 30 août 1995               |
|        | Castelo Branco    | 20 mars 1771               |
|        | Castelo de Vide   |                            |
|        | Chaves            | 18 mars 1929               |
|        | Coimbra           | antérieur à l'indépendance |
|        | Costa de Caparica | 9 décembre 2004            |
|        | Covilhã           | 20 octobre 1870            |

## E
| Blason | Ville         | Depuis                     |
|        | Elvas         | 3 avril 1513               |
|        | Entroncamento | 16 août 1991               |
|        | Ermesinde     | 10 août 1990               |
|        | Esmoriz       | 2 juillet 1993             |
|        | Espinho       | 16 juin 1973               |
|        | Esposende     | 2 juillet 1993             |
|        | Estarreja     | 9 décembre 2004            |
|        | Estremoz      | 31 août 1926               |
|        | Évora         | antérieur à l'indépendance |

## F
| Blason | Ville           | Depuis            |
|        | Fafe            | 23 août 1986      |
|        | Faro            | 7 septembre 1540  |
|        | Fátima          | 12 juillet 1997   |
|        | Felgueiras      | 10 août 1990      |
|        | Figueira da Foz | 20 septembre 1882 |
|        | Fiães           | 12 juillet 2001   |
|        | Freamunde       | 12 juillet 2001   |
|        | Funchal         | 21 août 1508      |
|        | Fundão          | 19 avril 1988     |

## G
| Blason | Ville             | Depuis           |
|        | Gafanha da Nazaré | 21 juillet 2001  |
|        | Gandra            | 26 août 2003     |
|        | Gondomar          | 16 août 1991     |
|        | Gouveia           | 1er février 1988 |
|        | Guarda            | 27 novembre 1199 |
|        | Guimarães         | 23 juin 1853     |

## H
| Blason | Ville | Depuis         |
|        | Horta | 4 juillet 1833 |

## I
| Blason | Ville  | Depuis      |
|        | Ílhavo | 9 août 1990 |

## L
| Blason | Ville             | Depuis                            |
|        | Lagoa             | 12 juillet 2001                   |
|        | Lagos             | 27 janvier 1573                   |
|        | Lamego            | antérieur à l'indépendance        |
|        | Leiria            | 13 juin 1545                      |
|        | Lisbonne (Lisboa) | antérieur à l'indépendance (1179) |
|        | Lixa              | 30 août 1995                      |
|        | Loulé             | 1er février 1988                  |
|        | Loures            | 9 août 1990                       |
|        | Lourosa           | 12 juillet 2001                   |

## M
| Blason | Ville                              | Depuis           |
|        | Macedo de Cavaleiros               | 24 juin 1999     |
|        | Machico                            | 2 août 1996      |
|        | Maia                               | 23 août 1986     |
|        | Mangualde                          | 12 juillet 2001  |
|        | Marco de Canaveses                 | 2 juillet 1993   |
|        | Marinha Grande                     | 19 avril 1988    |
|        | Matosinhos                         | 28 juin 1984     |
|        | Mealhada                           | 26 août 2003     |
|        | Mêda                               | 9 décembre 2004  |
|        | Miranda do Douro (Miranda l Douro) | 10 juillet 1545  |
|        | Mirandela                          | 28 juin 1984     |
|        | Montemor-o-Novo                    | 18 avril 1988    |
|        | Montijo                            | 14 août 1985     |
|        | Moura                              | 1er février 1988 |

## O
| Blason | Ville                | Depuis         |
|        | Odivelas             | 10 août 1990   |
|        | Olhão da Restauração | 14 août 1985   |
|        | Oliveira de Azeméis  | 16 mai 1984    |
|        | Oliveira do Bairro   | 26 août 2003   |
|        | Oliveira do Hospital | 2 juillet 1993 |
|        | Ourém                | 16 août 1991   |
|        | Ovar                 | 28 juin 1984   |

## P
| Blason | Ville               | Depuis                     |
|        | Paços de Ferreira   | 2 juillet 1993             |
|        | Paredes             | 16 août 1991               |
|        | Penafiel            | 3 mars 1770                |
|        | Peniche             | 1er février 1988           |
|        | Peso da Régua       | 14 août 1985               |
|        | Pinhel              | 25 août 1770               |
|        | Pombal              | 16 août 1991               |
|        | Ponta Delgada       | 2 avril 1546               |
|        | Ponte de Sor        | 14 août 1985               |
|        | Portalegre          | 23 mai 1550                |
|        | Portimão            | 11 décembre 1924           |
|        | Porto               | antérieur à l'indépendance |
|        | Póvoa de Santa Iria | 24 juin 1999               |
|        | Póvoa de Varzim     | 16 juin 1973               |
|        | Praia da Vitória    | 20 juin 1981               |

## Q
| Blason | Ville     | Depuis          |
|        | Quarteira | 24 juin 1999    |
|        | Queluz    | 24 juillet 1997 |

## R
| Blason | Ville                 | Depuis          |
|        | Rebordosa             | 26 août 2003    |
|        | Reguengos de Monsaraz | 9 décembre 2004 |
|        | Ribeira Grande        | 29 juin 1981    |
|        | Rio Maior             | 14 août 1985    |
|        | Rio Tinto             | 30 août 1995    |

## S
| Blason | Ville                   | Depuis                     |
|        | Sabugal                 | 9 décembre 2004            |
|        | Sacavém                 | 12 juillet 1997            |
|        | Santa Comba Dão         | 24 juin 1999               |
|        | Santa Cruz              | 2 août 1996                |
|        | Santa Maria da Feira    | 14 août 1985               |
|        | Santana                 | 1er janvier 2001           |
|        | Santarém                | 24 décembre 1868           |
|        | Santiago do Cacém       | 16 août 1991               |
|        | Santo Tirso             | 14 août 1985               |
|        | São João da Madeira     | 28 juin 1984               |
|        | São Mamede de Infesta   | 12 juillet 2001            |
|        | São Salvador de Lordelo | 26 août 2003               |
|        | Seia                    | 23 août 1986               |
|        | Seixal                  | 2 juillet 1993             |
|        | Serpa                   | 26 août 2003               |
|        | Setúbal                 | 19 avril 1860              |
|        | Silves                  | antérieur à l'indépendance |
|        | Sines                   | 12 juillet 1997            |

## T
| Blason | Ville         | Depuis           |
|        | Tarouca       | 9 décembre 2004  |
|        | Tavira        | 16 mars 1520     |
|        | Tomar         | 12 février 1844  |
|        | Tondela       | 1er février 1988 |
|        | Torres Novas  | 14 août 1985     |
|        | Torres Vedras | 3 février 1979   |
|        | Trancoso      | 9 décembre 2004  |
|        | Trofa         | 2 juillet 1993   |

## V
| Blason | Ville                      | Depuis                     |
|        | Valbom (pt)                | 9 décembre 2004            |
|        | Vale de Cambra             | 2 juillet 1993             |
|        | Valongo                    | 10 août 1990               |
|        | Valpaços                   | 24 juin 1999               |
|        | Vendas Novas               | 2 juillet 1993             |
|        | Viana do Castelo           | 20 janvier 1848            |
|        | Vila Baleira (Porto Santo) | 2 août 1996                |
|        | Vila do Conde              | 1er février 1988           |
|        | Vila Franca de Xira        | 28 juin 1984               |
|        | Vila Nova de Famalicão     | 14 août 1985               |
|        | Vila Nova de Foz Côa       | 12 juillet 1997            |
|        | Vila Nova de Gaia          | 28 juin 1984               |
|        | Vila Nova de Santo André   | 26 août 2003               |
|        | Vila Real                  | 20 juillet 1925            |
|        | Vila Real de Santo António | 19 avril 1988              |
|        | Viseu                      | antérieur à l'indépendance |
|        | Vizela                     | 1er septembre 1998         |